# Anunciação de Cortona
A Anunciação de Cortona é um retábulo pintado por Fra Angelico, que já esteve na Igreja de Jesus em Cortona, e que hoje está no Museu Diocesano na mesma cidade.

## História
A Anunciação de Cortona foi pintada por Fra Angelico em 1433-1434, em têmpera sobre painel, com 175 cm x 180 cm.
É uma das três anunciações de Fra Angelico em tábua (as outras duas estão no Museu do Prado em Madrid, e no Museu da Basílica de Santa Maria delle Grazie, em San Giovanni Valdarno. Há outras duas, em fresco, no contento de San Marco (Florença), no topo das escadarias de acesso e na terceira cela.
Há ainda cenas do tema combinadas com uma Adoração dos Reis Magos no Museu de San Marco, e um díptico na Galleria Nazionale dell'Umbria.

## Tema e descrição
A cena é típica da iconografia cristã: a anunciação a Maria do arcanjo Gabriel, descrita nos Evangelhos e em pormenor na Legenda Áurea de Jacobus de Voragine, o livro de referência para pintores da Renascença. que pode ser representada em toda a sua simbologia (colunata em jardim murado, presença do Espírito Santo, evocação de Adão e Eva expulsos do Paraíso, etc.).
A obra é o painel principal de um políptico que inclui vários painéis da predela com cenas da vida da Virgem, estabelecendo paralelos com a  Anunciação de San Giovanni Valdarno:
- Nascimento da Virgem
- Casamento da Virgem
- Adoração dos Reis Magos,
- Nascimento de Jesus
- Apresentação no Templo
- Dormição da Virgem

Além destas seis imagens, a última faz referência à aparição de Maria ao beato Reginaldo de Orleans.
Também são atribuídos estes painéis a Zanobi Strozzi, assistente e aprendiz de Fra Angelico.
À esquerda, a cena que invoca o pecado original, que é consistente com os princípios da iconografia cristã: Adão e Eva expulsos do Paraíso são localizados fora do jardim murado de Maria, numa colina atrás de uma vedação.
Tal como em outras anunciações de Fra Angelico, o ponto de fuga da perspetiva é monofocal para o lado esquerdo da tábua.